# فاليري سوتون
فاليري سوتون (بالإنجليزية: Valerie Sutton)‏ هي راقصة ومخترِعة أمريكية، ولدت في 22 فبراير 1951 في نيويورك في الولايات المتحدة.

## وصلات خارجية
- الموقع الرسمي